# Lijst van voetbalinterlands Comoren - Madagaskar
Deze lijst van voetbalinterlands is een overzicht van alle officiële voetbalwedstrijden tussen de nationale teams van de Comoren en Madagaskar. De landen hebben tot op heden tien keer tegen elkaar gespeeld. De eerste ontmoeting was een vriendschappelijke wedstrijd op 14 augustus 2007 in Antananarivo. Het laatste duel, de troostfinale van de COSAFA Cup 2025, werd gespeeld in Bloemfontein (Zuid-Afrika) op 15 juni 2025.

## Wedstrijden
| №  | Plaats             | Datum            | Competitie                   | Wedstrijd            | Uitslag |
| -- | ------------------ | ---------------- | ---------------------------- | -------------------- | ------- |
| 1  | Antananarivo       | 14 augustus 2007 | Vriendschappelijk            | Madagaskar − Comoren | 3 − 0   |
| 2  | Antananarivo       | 14 oktober 2007  | WK 2010 kwalificatie         | Madagaskar − Comoren | 6 − 2   |
| 3  | Moroni             | 17 november 2007 | WK 2010 kwalificatie         | Comoren − Madagaskar | 0 − 4   |
| 4  | Mahajanga          | 29 augustus 2010 | Vriendschappelijk            | Madagaskar − Comoren | 1 − 0   |
| 5  | Saint-Leu-la-Forêt | 11 november 2017 | Vriendschappelijk            | Comoren − Madagaskar | 1 − 1   |
| 6  | Polokwane          | 31 mei 2018      | COSAFA Cup 2018              | Madagaskar − Comoren | 1 − 0   |
| 7  | Johannesburg       | 7 juni 2024      | WK 2026 kwalificatie         | Madagaskar − Comoren | 2 − 1   |
| 8  | Oujda              | 9 september 2024 | Afrika Cup 2025 kwalificatie | Madagaskar − Comoren | 1 − 1   |
| 9  | Al Hoceima         | 18 november 2024 | Afrika Cup 2025 kwalificatie | Comoren − Madagaskar | 1 − 0   |
| 10 | Bloemfontein       | 15 juni 2025     | COSAFA Cup 2025              | Comoren − Madagaskar | 1 − 0   |

## Samenvatting
| Competitie              | Totaal gespeeld | Winst Comoren | Gelijk | Winst Madagaskar | Doelsaldo Comoren – Madagaskar |
| ----------------------- | --------------- | ------------- | ------ | ---------------- | ------------------------------ |
| WK-kwalificatie         | 3               | 0             | 0      | 3                | 3 – 12                         |
| Afrika Cup-kwalificatie | 2               | 1             | 1      | 0                | 2 − 1                          |
| COSAFA Cup              | 2               | 1             | 0      | 1                | 1 − 1                          |
| Vriendschappelijk       | 3               | 0             | 1      | 2                | 1 – 5                          |
| Totaal                  | 10              | 2             | 2      | 6                | 7 – 19                         |

Wedstrijden bepaald door strafschoppen worden, in lijn met de FIFA, als een gelijkspel gerekend.
FCF · Comorees vrouwenelftal

Interlands
Tegenstander:
Angola ·
Botswana ·
Burkina Faso ·
Burundi ·
Centraal-Afrikaanse Republiek ·
Djibouti ·
Egypte ·
Ethiopië ·
Gabon ·
Gambia ·
Ghana ·
Guinee ·
Ivoorkust ·
Jemen ·
Kaapverdië ·
Kameroen ·
Kenia ·
Kosovo ·
Lesotho ·
Libië ·
Madagaskar ·
Malawi ·
Malediven ·
Mali ·
Marokko ·
Mauritanië ·
Mauritius ·
Mozambique ·
Namibië ·
Oeganda ·
Palestina ·
Seychellen ·
Sierra Leone ·
Swaziland ·
Togo ·
Tsjaad ·
Tunesië ·
Zambia ·
Zimbabwe ·
Zuid-Afrika
FMF · A-internationals · Malagassisch vrouwenelftal
1960 – 1969 ·
1970 – 1979 ·
1980 – 1989 ·
1990 – 1999 ·
2000 – 2009 ·
2010 – 2019 ·
2020 − 2029
1963 ·
1964 ·
1965 ·
1966 · 
1967 ·
1968 ·
1969 · 
1970 · 
1971 · 
1972 ·
1973 · 
1974 ·
1975 ·
1976 ·
1977 ·
1978 · 
1979 ·
1980 · 
1981 · 
1982 ·
1983 · 
1984 ·
1985 · 
1986 ·
1987 ·
1988 ·
1989 ·
1990 ·
1991 ·
1992 ·
1993 ·
1994 · 
1995 ·
1996 ·
1997 ·
1998 ·
1999 · 
2000 · 
2001 · 
2002 · 
2003 · 
2004 · 
2005 · 
2006 · 
2007 · 
2008 · 
2009 · 
2010 · 
2011 · 
2012 · 
2013 ·
2014 ·
2015 ·
2016 ·
2017 ·
2018 ·
2019 ·
2020 ·
2021 ·
2022 ·
2023 ·
2024
Algerije ·
Angola ·
Benin ·
Botswana ·
Burkina Faso ·
Burundi ·
Centraal-Afrikaanse Republiek ·
Comoren ·
Congo-Brazzaville ·
Congo-Kinshasa ·
Egypte ·
Equatoriaal-Guinea ·
Ethiopië ·
Gabon ·
Gambia ·
Ghana ·
Guinee ·
Iran ·
Ivoorkust ·
Kaapverdië ·
Kameroen ·
Kenia ·
Kosovo ·
Lesotho ·
Liberia ·
Luxemburg ·
Malawi · 
Mali · 
Mauritanië ·
Mauritius · 
Mozambique · 
Namibië · 
Niger ·
Nigeria · 
Oeganda · 
Rwanda ·
Sao Tomé en Principe ·
Senegal ·
Seychellen · 
Soedan ·
Swaziland · 
Tanzania · 
Togo · 
Tsjaad ·
Tunesië · 
Zambia · 
Zimbabwe · 
Zuid-Afrika